# EM i svømning 2012
EM i svømning og vandsport 2012 var det 31. EM i svømning og blev holdt i Debrecen, Ungarn og Eindhoven, Holland fra den 14. maj til den 27. maj 2012. Konkurrencerne skulle oprindelig afholdes i Wien, Østrig men på grund af finansielle problemer blev konkurrencerne flyttet til Ungarn og Holland.

## Program
Datoerne for konkurrencerne efter sportsgrene:
- Svømning: 21.–27. maj (Debrecen)
- Udspring: 15.–20. maj (Eindhoven)
- Synkron: 23.–27. maj (Eindhoven)

## Medaljeoversigt ved alle sportsgrene
Værtsnationer 
| Placering | Land           | Guld | Sølv | Bronze | Total |
| --------- | -------------- | ---- | ---- | ------ | ----- |
| 1         | Ungarn         | 9    | 10   | 7      | 26    |
| 2         | Tyskland       | 9    | 9    | 6      | 24    |
| 3         | Italien        | 7    | 10   | 6      | 23    |
| 4         | Frankrig       | 6    | 4    | 4      | 14    |
| 5         | Spanien        | 5    | 3    | 3      | 11    |
| 6         | Sverige        | 4    | 4    | 2      | 10    |
| 7         | Rusland        | 3    | 4    | 5      | 12    |
| 8         | Ukraine        | 2    | 6    | 7      | 15    |
| 9         | Storbritannien | 2    | 2    | 0      | 4     |
| 10        | Norge          | 2    | 0    | 1      | 3     |
| 11        | Grækenland     | 1    | 0    | 5      | 6     |
| 12        | Israel         | 1    | 0    | 4      | 5     |
| 13        | Tjekkiet       | 1    | 0    | 2      | 3     |
| 14        | Slovenien      | 1    | 0    | 1      | 2     |
| 15        | Polen          | 1    | 0    | 0      | 1     |
| 15        | Serbien        | 1    | 0    | 0      | 1     |
| 17        | Kroatien       | 0    | 1    | 0      | 1     |
| 17        | Estland        | 0    | 1    | 0      | 1     |
| 17        | Irland         | 0    | 1    | 0      | 1     |
| 17        | Holland        | 0    | 1    | 0      | 1     |
| 21        | Østrig         | 0    | 0    | 1      | 1     |
| 21        | Hviderusland   | 0    | 0    | 1      | 1     |
| 21        | Rumænien       | 0    | 0    | 1      | 1     |
| Total     | Total          | 55   | 56   | 56     | 167   |

## Svømning

### Resultater

#### Mændenes konkurrencer
| Konkurrence             | Guld                                                                             | Guld     | Sølv                                                                             | Sølv     | Bronze                                                                                | Bronze   |
| ----------------------- | -------------------------------------------------------------------------------- | -------- | -------------------------------------------------------------------------------- | -------- | ------------------------------------------------------------------------------------- | -------- |
| 50 m fri                | Frédérick Bousquet · Frankrig                                                    | 21.80    | Stefan Nystrand · Sverige                                                        | 22.04    | Andriy Hovorov · Ukraine                                                              | 22.18    |
| 100 m fri               | Filippo Magnini · Italien                                                        | 48.77    | Alain Bernard · Frankrig                                                         | 48.95    | Norbert Trandafir · Rumænien                                                          | 49.13    |
| 200 m fri               | Paul Biedermann · Tyskland                                                       | 1:46.27  | Amaury Leveaux · Frankrig                                                        | 1:47.69  | Dominik Kozma · Ungarn                                                                | 1:47.72  |
| 400 m fri               | Paul Biedermann · Tyskland                                                       | 3:47.84  | Gergő Kis · Ungarn                                                               | 3:48.09  | Samuel Pizzetti · Italien                                                             | 3:48.66  |
| 800 m fri               | Gergő Kis · Ungarn                                                               | 7:49.46  | Gregorio Paltrinieri · Italien                                                   | 7:52.23  | Sergiy Frolov · Ukraine                                                               | 7:52.81  |
| 1500 m fri              | Gregorio Paltrinieri · Italien                                                   | 14:48.92 | Gergő Kis · Ungarn                                                               | 14:58.15 | Gergely Gyurta · Ungarn                                                               | 15:04.38 |
|                         |                                                                                  |          |                                                                                  |          |                                                                                       |          |
| 50 m ryg                | Jonatan Kopelev · Israel                                                         | 24.73    | Mirco Di Tora · Italien                                                          | 24.95    | Guy Barnea · Israel · Richard Bohus · Ungarn · Dorian Gandin · Frankrig               | 25.14    |
| 100 m ryg               | Aristeidis Grigoriadis · Grækenland                                              | 53.86    | Helge Meeuw · Tyskland                                                           | 54.06    | Yakov-Yan Toumarkin · Israel                                                          | 54.14    |
| 200 m ryg               | Radosław Kawęcki · Polen                                                         | 1:55.28  | Péter Bernek · Ungarn                                                            | 1:55.88  | Yakov-Yan Toumarkin · Israel                                                          | 1:57.35  |
|                         |                                                                                  |          |                                                                                  |          |                                                                                       |          |
| 50 m bryst              | Damir Dugonjič · Slovenien                                                       | 27.32    | Fabio Scozzoli · Italien                                                         | 27.49    | Panagiotis Samilidis · Grækenland                                                     | 27.64    |
| 100 m bryst             | Fabio Scozzoli · Italien                                                         | 1:00.55  | Valeriy Dymo · Ukraine                                                           | 1:00.68  | Mattia Pesce · Italien                                                                | 1:00.93  |
| 200 m bryst             | Dániel Gyurta · Ungarn                                                           | 2:08.60  | Marco Koch · Tyskland                                                            | 2:09.26  | Panagiotis Samilidis · Grækenland                                                     | 2:09.72  |
|                         |                                                                                  |          |                                                                                  |          |                                                                                       |          |
| 50 m butterfly          | Rafael Muñoz · Spanien                                                           | 23.16    | Frédérick Bousquet · Frankrig                                                    | 23.30    | Yauhen Tsurkin · Hviderusland                                                         | 23.37    |
| 100 m butterfly         | Milorad Čavić · Serbien                                                          | 51.45    | László Cseh · Ungarn                                                             | 51.77    | Matteo Rivolta · Italien                                                              | 52.40    |
| 200 m butterfly         | László Cseh · Ungarn                                                             | 1:54.95  | Bence Biczó · Ungarn                                                             | 1:55.85  | Ioannis Drymonakos · Grækenland                                                       | 1:56.48  |
|                         |                                                                                  |          |                                                                                  |          |                                                                                       |          |
| 200 m individuel medley | László Cseh · Ungarn                                                             | 1:56.66  | James Goddard · Storbritannien                                                   | 1:57.84  | Markus Rogan · Østrig                                                                 | 1:59.39  |
| 400 m individuel medley | László Cseh · Ungarn                                                             | 4:12.17  | Dávid Verrasztó · Ungarn                                                         | 4:14.23  | Ioannis Drymonakos · Grækenland                                                       | 4:14.41  |
|                         |                                                                                  |          |                                                                                  |          |                                                                                       |          |
| 4×100 m fri hold        | Amaury Leveaux · Alain Bernard · Frédérick Bousquet · Jérémy Stravius · Frankrig | 3:13.55  | Andrea Rolla · Marco Orsi · Michele Santucci · Filippo Magnini · Italien         | 3:14.71  | Vitaly Syrnikov · Oleg Tikhobaev · Nikita Konovalov · Viacheslav Andrusenko · Rusland | 3:15.13  |
| 4×200 m fri hold        | Paul Biedermann · Dimitri Colupaev · Clemens Rapp · Tim Wallburger · Tyskland    | 7:09.17  | Gianluca Maglia · Riccardo Maestri · Samuel Pizzetti · Filippo Magnini · Italien | 7:13.10  | Dominik Kozma · Gergő Kis · Péter Bernek · László Cseh · Ungarn                       | 7:13.60  |
|                         |                                                                                  |          |                                                                                  |          |                                                                                       |          |
| 4×100 m medley hold     | Mirco Di Tora · Fabio Scozzoli · Matteo Rivolta · Filippo Magnini · Italien      | 3:32.80  | Helge Meeuw · Christian vom Lehn · Steffen Deibler · Marco di Carli · Tyskland   | 3:34.41  | Péter Bernek · Dániel Gyurta · László Cseh · Dominik Kozma · Ungarn                   | 3:34.57  |

#### Kvindernes konkurrencer
| Konkurrence             | Guld                                                                        | Guld     | Sølv                                                                               | Sølv     | Bronze                                                                              | Bronze   |
| ----------------------- | --------------------------------------------------------------------------- | -------- | ---------------------------------------------------------------------------------- | -------- | ----------------------------------------------------------------------------------- | -------- |
| 50 m fri                | Britta Steffen · Tyskland                                                   | 24.37    | Hinkelien Schreuder · Holland                                                      | 24.78    | Nery Mantey Niangkouara · Grækenland                                                | 24.93    |
| 100 m fri               | Sarah Sjöström · Sverige                                                    | 53.61    | Britta Steffen · Tyskland                                                          | 54.15    | Daniela Schreiber · Tyskland                                                        | 54.41    |
| 200 m fri               | Federica Pellegrini · Italien                                               | 1:56.76  | Silke Lippok · Tyskland                                                            | 1:58.19  | Ophélie-Cyrielle Étienne · Frankrig                                                 | 1:58.23  |
| 400 m fri               | Coralie Balmy · Frankrig                                                    | 4:05.31  | Mireia Belmonte García · Spanien                                                   | 4:05.45  | Ophélie-Cyrielle Étienne · Frankrig                                                 | 4:07.47  |
| 800 m fri               | Boglárka Kapás · Ungarn                                                     | 8:26.49  | Coralie Balmy · Frankrig                                                           | 8:27.79  | Éva Risztov · Ungarn                                                                | 8:27.87  |
| 1500 m fri              | Mireia Belmonte García · Spanien                                            | 16:05.34 | Éva Risztov · Ungarn                                                               | 16:10.04 | Erika Villaécija García · Spanien                                                   | 16:15.85 |
|                         |                                                                             |          |                                                                                    |          |                                                                                     |          |
| 50 m ryg                | Mercedes Peris · Spanien                                                    | 28.25    | Arianna Barbieri · Italien · Sanja Jovanović · Kroatien                            | 28.31    | ingen uddelt                                                                        |          |
| 100 m ryg               | Jenny Mensing · Tyskland                                                    | 1:00.08  | Arianna Barbieri · Italien                                                         | 1:00.54  | Simona Baumrtová · Tjekkiet                                                         | 1:00.57  |
| 200 m ryg               | Alexianne Castel · Frankrig                                                 | 2:08.41  | Jenny Mensing · Tyskland                                                           | 2:09.55  | Duane Da Rocha · Spanien                                                            | 2:09.56  |
|                         |                                                                             |          |                                                                                    |          |                                                                                     |          |
| 50 m bryst              | Petra Chocová · Tjekkiet                                                    | 31.25    | Sycerika McMahon · Irland                                                          | 31.27    | Caroline Ruhnau · Tyskland                                                          | 31.35    |
| 100 m bryst             | Sarah Poewe · Tyskland                                                      | 1:07.33  | Jennie Johansson · Sverige                                                         | 1:07.85  | Marina García · Spanien                                                             | 1:07.91  |
| 200 m bryst             | Sara Nordenstam · Norge                                                     | 2:26.91  | Irina Novikova · Rusland                                                           | 2:27.25  | Sarah Poewe · Tyskland                                                              | 2:27.80  |
|                         |                                                                             |          |                                                                                    |          |                                                                                     |          |
| 50 m butterfly          | Sarah Sjöström · Sverige                                                    | 25.64    | Triin Aljand · Estland                                                             | 25.92    | Ingvild Snildal · Norge                                                             | 26.12    |
| 100 m butterfly         | Ingvild Snildal · Norge                                                     | 58.04    | Martina Granström · Sverige                                                        | 58.07    | Amit Ivri · Israel                                                                  | 58.78    |
| 200 m butterfly         | Katinka Hosszú · Ungarn                                                     | 2:07.28  | Zsuzsanna Jakabos · Ungarn                                                         | 2:07.86  | Martina Granström · Sverige                                                         | 2:08.22  |
|                         |                                                                             |          |                                                                                    |          |                                                                                     |          |
| 200 m individuel medley | Katinka Hosszú · Ungarn                                                     | 2:10.84  | Sophie Allen · Storbritannien                                                      | 2:11.49  | Evelyn Verrasztó · Ungarn                                                           | 2:11.63  |
| 400 m individuel medley | Katinka Hosszú · Ungarn                                                     | 4:33.76  | Zsuzsanna Jakabos · Ungarn                                                         | 4:35.68  | Barbora Závadová · Tjekkiet                                                         | 4:38.07  |
|                         |                                                                             |          |                                                                                    |          |                                                                                     |          |
| 4×100 m fri hold        | Britta Steffen · Silke Lippok · Lisa Vitting · Daniela Schreiber · Tyskland | 3:37.98  | Ida Marko-Varga · Michelle Coleman · Sarah Sjöström · Gabriella Fagundez · Sverige | 3:38.40  | Alice Mizzau · Federica Pellegrini · Erica Buratto · Erika Ferraioli · Italien      | 3:39.84  |
| 4×200 m fri hold        | Alice Mizzau · Alice Nesti · Diletta Carli · Federica Pellegrini · Italien  | 7:52.90  | Zsuzsanna Jakabos · Evelyn Verrasztó · Ágnes Mutina · Katinka Hosszú · Ungarn      | 7:54.70  | Sara Isakovič · Anja Klinar · Ursa Bezan · Mojca Sagmeister · Slovenien             | 7:59.73  |
|                         |                                                                             |          |                                                                                    |          |                                                                                     |          |
| 4×100 m medley hold     | Jenny Mensing · Sarah Poewe · Alexandra Wenk · Britta Steffen · Tyskland    | 3:58.43  | Arianna Barbieri · Ilaria Bianchi · Chiara Boggiatto · Alice Mizzau · Italien      | 4:01.92  | Therese Svendsen · Joline Höstman · Martina Granström · Nathalie Lindborg · Sverige | 4:05.58  |

### Medaljeoversigt - kun svømning
| Placering | Land           | Guld | Sølv | Bronze | Total |
| --------- | -------------- | ---- | ---- | ------ | ----- |
| 1         | Ungarn         | 9    | 10   | 7      | 26    |
| 2         | Tyskland       | 8    | 6    | 3      | 17    |
| 3         | Italien        | 6    | 8    | 4      | 18    |
| 4         | Frankrig       | 4    | 4    | 3      | 11    |
| 5         | Spanien        | 3    | 1    | 3      | 7     |
| 6         | Sverige        | 2    | 4    | 2      | 8     |
| 7         | Norge          | 2    | 0    | 1      | 3     |
| 8         | Grækenland     | 1    | 0    | 5      | 6     |
| 9         | Israel         | 1    | 0    | 4      | 5     |
| 10        | Tjekkiet       | 1    | 0    | 2      | 3     |
| 11        | Slovenien      | 1    | 0    | 1      | 2     |
| 12        | Polen          | 1    | 0    | 0      | 1     |
| 12        | Serbien        | 1    | 0    | 0      | 1     |
| 14        | Storbritannien | 0    | 2    | 0      | 2     |
| 15        | Ukraine        | 0    | 1    | 2      | 3     |
| 16        | Rusland        | 0    | 1    | 1      | 2     |
| 17        | Kroatien       | 0    | 1    | 0      | 1     |
| 17        | Estland        | 0    | 1    | 0      | 1     |
| 17        | Irland         | 0    | 1    | 0      | 1     |
| 17        | Holland        | 0    | 1    | 0      | 1     |
| 21        | Østrig         | 0    | 0    | 1      | 1     |
| 21        | Hviderusland   | 0    | 0    | 1      | 1     |
| 21        | Rumænien       | 0    | 0    | 1      | 1     |
| Total     | Total          | 40   | 41   | 41     | 122   |